# Comuna Sneci, Storojineț
Sneci (în ucraineană Снячів, transliterat: Sneaciv) este o comună în raionul Storojineț, regiunea Cernăuți, Ucraina, formată din satele Hlibacioc și Sneci (reședința).

## Demografie
Componența lingvistică a comunei Sneci
     Ucraineană (98,03%)
     Rusă (1,38%)
     Alte limbi (0,56%)
Conform recensământului din 2001, majoritatea populației comunei Sneci era vorbitoare de ucraineană (98,03%), existând în minoritate și vorbitori de rusă (1,38%).